# Om och om igen (sång)
"Om och om igen" är en sång av Niklas Strömstedt. Den finns med på hans debutalbum Skjut inte... det är bara jag! från 1981, men utgavs också som tredje och sista singel från den skivan samma år.
Om och om igen producerades av Lasse Lindbom. Medverkande musiker var Strömstedt (elgitarr, piano, sång), Jan-Egil Bogwald (elgitarr), Janne Bark (elgitarr), Matts Alsberg (bas) och Hasse Olsson) (orgel). Singeln nådde inga listframgångar.

## Låtlista
Sida A
1. "Om och om igen"

Sida B
1. "Drömmer du i färg eller svart-vitt?"

## Medverkande
- Matts Alsberg – bas
- Janne Bark – bakgrundssång, gitarr
- Jan-Egil Bogwald – bakgrundssång, gitarr
- Hasse Olsson), hammondorgel
- Lars Furberg – bakgrundssång
- Magnus Persson – trummor
- Niklas Strömstedt – gitarr, piano, orgel, sång